# بخش لیک (شهرستان جکسون، اوهایو)
بخش لیک (به انگلیسی: Lick Township) یک منطقهٔ مسکونی در ایالات متحده آمریکا است که در شهرستان جکسون، اوهایو واقع شده‌است.
 بخش لیک ۵۲٫۲ کیلومتر مربع مساحت و ۲٬۶۶۱ نفر جمعیت دارد و ۱۹۸ متر بالاتر از سطح دریا واقع شده‌است.